# 袁昂
袁 昂（えん こう、大明5年（461年）- 大同6年9月24日（540年11月8日））は、南朝斉から梁にかけての官僚・政治家。字は千里。本貫は陳郡陽夏県。

## 経歴
袁顗の子として生まれた。泰始2年（466年）、袁顗が晋安王劉子勛を奉じて挙兵し敗死すると、袁昂は乳母に抱きかかえられて廬山に潜伏した。赦免を受けて出頭したが、晋安郡に徙された。元徽年間に許されて建康に入った。
南朝斉初に安成王蕭暠の下で冠軍行参軍を初任とした。征虜主簿に転じ、太子舎人となった。王倹の下で鎮軍府功曹史をつとめた。秘書丞・黄門侍郎を歴任した。鄱陽王蕭鏘の下で安南長史となり、尋陽公相として出向した。建康に召還されて太孫中庶子となり、武陵王蕭曄の下で衛軍長史をつとめた。
隆昌元年（494年）、父の代わりに袁昂を養育した従兄の袁彖が死去すると、袁昂は父に準じて3年の喪に服した。喪が明けると、邵陵王蕭宝攸の下で右軍長史となった。まもなく御史中丞に転じた。尚書令の王晏の弟の王詡が広州刺史となると、多額の収賄をおこなったため、袁昂はこれを摘発して弾劾した。貴顕に遠慮せず御史の仕事をつとめたことから、当時の人々に「正直」と呼ばれた。豫章郡内史として出向したが、生母が死去したため職を去り、喪に服すために帰郷した。葬儀が終わると、建武将軍・呉興郡太守として起用された。
永元3年（501年）、蕭衍の東征軍が建康に達すると、東方の州の刺史や郡の太守たちはみな風を望んで蕭衍に降ったが、袁昂はひとり呉興郡を守って蕭衍の命に従わなかった。蕭衍が手ずから信書を送って説得したが、袁昂は応じなかった。蕭衍が建康城を平定すると、袁昂は自身を拘束して宮殿に出頭した。蕭衍は袁昂を赦して罪に問わなかった。
天監2年（503年）、南朝梁の臨川王蕭宏の下で後軍参軍事となった。まもなく給事黄門侍郎に任じられた。この年のうちに侍中に転じた。天監3年（504年）、尋陽郡太守として出向し、行江州事をつとめた。天監6年（507年）、建康に召還されて吏部尚書となった。繰り返し上表して辞退したため、左民尚書に降格され、尚書右僕射を兼ねた。天監7年（508年）、右僕射を兼ねたまま国子祭酒に任じられ、豫州大中正を領した。天監8年（509年）、仁威将軍・呉郡太守として出向した。
天監10年（511年）、馬仙琕が朐山の戦いで魏軍を撃破すると、袁昂は武帝（蕭衍）の命を受けて軍の労をねぎらった。天監11年（512年）、入朝して五兵尚書となり、再び尚書右僕射を兼ねた。天監12年（513年）、正式に尚書右僕射となった。ほどなく起部尚書を兼ね、侍中の位を加えられた。天監15年（516年）、尚書左僕射に転じた。天監18年（519年）、尚書令・宣恵将軍となった。普通3年（522年）、中書監・丹陽尹となった。この年のうちに中衛将軍の号を受けた。普通4年（523年）、再び尚書令となった。開府儀同三司の位を加えられた。さらに国子祭酒を兼ねた。大通元年（527年）、中書監の任を加えられた。大通2年（528年）、中撫軍大将軍の号に進んだ。中大通4年（532年）、司空の位に進んだ。侍中・尚書令を兼ねた。中大通5年（533年）、特進・左光禄大夫の位を加えられた。
大同6年（540年）9月戊戌、死去した。享年は80。諡は穆正公といった。著に文集20巻があった。

## 人物・逸話
- 袁昂が晋安郡から建康に入ると、武庫に保管されていた父の首級が返還された。袁昂は号哭して血を吐き、息絶えて蘇生した。喪服に着替えて墓の傍に廬を結んだ。
- 袁昂は生涯にわたって音楽を聴かなかった。
- 袁昂はもとの名を千里といったが、南朝斉の永明年間に武帝が「昂昂たるは千里の駒、卿にあってはこれに有り。いま卿の名を昂と改め、千里を字とせよ」と命じたことから、名を改めた。
- 南朝斉の明帝が即位すると、「むかし卿に美名があったものだから、お互い往来しあったものだ」といった。袁昂が「陛下が野にありし日に、わが草廬に三たびおいでくださいましたな」と答えたので、明帝は喜んだ。
- 袁昂が豫章郡内史のとき、生母が死去したために辞職し、母の柩を守って帰郷することにした。このとき長江が暴風で荒れ、乗船が転覆のまぎわになった。袁昂は衣服を柩と縛り、転覆のときにはともに沈んで溺れようと誓った。風が止むと、ほかの船はみな沈没したにもかかわらず、袁昂の乗船だけが無事であった。

## 子女
- 袁君正
- 袁敬
- 袁泌

## 伝記資料
- 『梁書』巻31 列伝第25
- 『南史』巻26 列伝第16